# Irem M-90
Irem M-90 es una Placa de arcade creada por Irem destinada a los salones arcade.

## Descripción
El Irem M-90 fue lanzada por Irem en 1991.
Posee un procesador V30 a 8 MHz , en el audio estaba a cargo el  Z80 a 3.579545 MHz  manejando un chip de sonido YM2151 trabajando a 3.579545 MHz., además posee un chip de video NANAO GA-25.
En esta placa funcionaron 2 títulos.

## Especificaciones técnicas

### Procesador
- V30 a 8 MHz

### Audio
- Z80 a 3.579545 MHz

Chips de Sonido:
- - YM2151 trabajando a 3.579545 MHz

### Video
- NANAO GA-25

## Lista de videojuegos
- Bomberman / Atomic Punk / Dynablaster
- Hasamu